# Belá nad Cirochou
Belá nad Cirochou este o comună slovacă, aflată în districtul Snina din regiunea Prešov, pe malul râului Cirocha⁠(d). Localitatea se află la altitudinea de 211 m deasupra n.m., se întinde pe o suprafață de 17,36 km2 și în 2017 număra 3.372 de locuitori. Se învecinează cu Snina, Zemplínske Hámre, Snina, Valaškovce, Humenné și Dlhé nad Cirochou.

## Istoric
Localitatea Belá nad Cirochou este atestată documentar din 1451.

## Demografie
| An:                | 1994 | 2004   | 2014   | 2024   |
| ------------------ | ---- | ------ | ------ | ------ |
| Număr de persoane: | 3165 | 3318   | 3348   | 3279   |
| Diferență:         |      | +4,83% | +0,90% | −2,06% |

| An:                | 2023 | 2024   |
| ------------------ | ---- | ------ |
| Număr de persoane: | 3303 | 3279   |
| Diferență:         |      | −0,72% |